# C13H14O4
化學式C13H14O4（摩尔质量：234.25 g/mol）可以指：
- 威代尔烯醇酮，PubChem CID：636986
- 乙酰氧基胡椒酚乙酸酯，CAS号：52946-22-2

|  | 这个同类索引页列出了具有相同分子式的化学物（即同分異構體）条目。 除非您是有意链接至本页，否则应将相应条目的内部链接指向正确的条目。 |